# William Baffin
William Baffin (nacido probablemente en Londres en 1584-Qeshm, Irán, 23 de enero de 1622) fue uno de los más importantes navegantes y exploradores ingleses del siglo XVII. Hizo varios viajes en el océano Ártico y honran su fama la isla de Baffin (la 5.ª mayor isla del mundo) y el mar de Baffin. Dibujó cartas —en su mayoría perdidas— y escribió un diario del que varios fragmentos se encuentran en el libro de Samuel Purchas.
Además de la importancia geográfica de sus descubrimientos, Baffin es reconocido por ser uno de los primeros marinos en estimar la longitud en el mar mediante la observación de la luna.

## Biografía

### Orígenes y juventud
Al igual que de otros muchos exploradores y navegantes, poco se sabe sobre los orígenes y la juventud de William Baffin, antes de las expediciones que le dieron fama. La Enciclopedia Británica (11.ª edición), le hace nacer en 1584, sin indicar la fuente. Nacido probablemente en Londres o en sus cercanías, fue un autodidacta de origen humilde, pero con mucho talento, ya que Samuel Purchas habla él en estos términos: «este marino y matemático que se educó sólo y que, con dificultades para expresarse con arte, se consagra a la navegación y a las matemáticas con una asiduidad de la que puede usted ver aquí evidentes frutos».

### Viajes de exploración
La primera mención de Baffin data de 1612 y lo identifica como piloto jefe de la nave Patience  en una expedición a Groenlandia en busca del Paso del Noroeste bajo las órdenes del capitán James Hall. Acompañado por el Heart’s Ease , el Patience navegó desde el Humber el 22 de abril y tras el fracaso de dicha expedición, que terminó con la muerte del propio Hall en un enfrentamiento con los nativos del oeste de Groenlandia, estaban de regreso en Hull el 11 de septiembre, bajo el mando de Andrew Barker. Baffin, llevaba un diario, del que Purchas publicó extractos que se extiende desde el 8 de julio hasta el final de la expedición. Este relato tiene las primeras de sus muchas observaciones astronómicas importantes. También se describen los esquimales de Groenlandia y su hábitat y cuenta la trágica muerte de Hall.
A la vuelta de su viaje de exploración, Baffin entró al servicio de la Compañía de Moscovia, que comerciaba con Rusia, y que enviaba balleneros a la región de Spitsbergen. En 1613, una flota de la Compañía de siete barcos entró en las aguas donde pescaban la ballena, de nuevo, con William Baffin como piloto jefe, esta vez en el Tiger, al mando del capitán Benjamin Joseph. En 1614, partió con el capitán Joseph hacia Spitsbergen en el Thomasine con una flota de 11 barcos y dos pinazas. A pesar de que el hielo había descendido bastante lejos hacia el sur y eso hizo que la temporada fuera desfavorable para la navegación en el océano Ártico, Baffin exploró una parte considerable de la costa de Spitsbergen antes de regresar a Londres, donde estaba de nuevo el 4 de octubre de 1614.
El cuarto viaje de Baffin se hizo en nombre de la Compañía del Noroeste (Compañía por el descubrimiento del Paso del Noroeste) con el fin de encontrar el Paso del Noroeste. Este viaje fue una continuación de las exploraciones anteriores llevadas a cabo por Henry Hudson —que había sido abandonado por su propia tripulación después de pasar el invierno de 1610-11 en la bahía de Hudson—, por Thomas Button —que había invernado cerca de Churchill en 1612-13—, y por William Gibbons —que pasó el invierno en la costa de Labrador en 1614. La nave Discovery, que había participado en las tres expediciones anteriores, estaba armado bajo el mando de Robert Bylot. Baffin navegaba otra vez como piloto y partieron el 15 de marzo de 1614/1615. El 26 de abril, observando la ocultación de una estrella por la luna, Baffin dedujó la longitud calculándola por primera vez en plena mar. Participa en un estudio bastante extenso del estrecho de Hudson y del extremo occidental de la isla de Southampton, prestando especial atención a las mareas. William Edward Parry, el gran explorador del siglo XIX, después de confirmar en 1821 los resultados de Baffin realizados hacía más de dos siglos, los encontró exactos y con gran precisión de detalles. Hay un diario detallado, de la mano de Baffin, de esta expedición, y en el que se encuentra la única carta que queda de él. La expedición terminó su búsqueda del Paso del Noroeste debido al hielo, en un lugar donde podían ver tierra en el noreste. Parry dio a esta tierra el nombre de isla de Baffin «para honrar la memoria de este navegante competente y lleno de valor». Es la sexta isla más grande del mundo por área. La expedición regresó en el otoño de 1615. Al final de este viaje, Baffin concluyó con razón que por la bahía de Hudson no había paso navegable que condujera hacia el oeste.
Baffin, comenzó el quinto y más importante de sus viajes de exploración en el mismo Discovery, de nuevo con el capitán Bylot. Parten de  Gravesend el 26 de marzo de 1616 y superan, en Sandersons Hope, en la costa de Groenlandia, el punto más al norte alcanzado por John Davis, para seguir aún más al norte unas 300 millas (480 km), hasta lograr los 77°45′ N, una latitud que no será superada hasta 236 años más tarde. A continuación siguen la costa de la bahía de Baffin, en particular los entrantes del Lancaster Sound, Smith Sound y Jones Sound —que bautizaron en honor de los patrocinadores del viaje—y hacer un mapa. Sin embargo, no reconocen en el Lancaster Sound la entrada del Paso del Noroeste que buscaban. Irónicamente, el descubrimiento más famoso de Baffin, reconocido como tal en un primer momento, poco a poco atrae las sospechas hasta reducirse y ser borrado de las cartas, hasta que Sir John Ross lo confirmó en su primera expedición en 1818. Los escritos y el mapa de Baffin de la bahía que lleva su nombre pasaron por las manos de Purchas, que no dio testimonio alguno en su relato.
No hay duda de que en su época, Baffin era, de todos los exploradores del Ártico, el navegante más hábil y el observador más atento. Al regreso de su viaje que le llevó a descubrir lo que la bahía de Baffin sin encontrar el pasaje del Noroeste, se decidió a buscar el pasaje misterioso partiendo de lo que se suponía debía de ser su extremo occidental. Pero para esto tenía que encontrar un empleo que le llevara al océano Pacífico. Su oportunidad llegó en 1617, y embarcó el 4 de febrero como segundo de la Anne Royal con la flota del capitán Martin Pring en nombre de la Compañía Británica de las Indias Orientales. La flota ancló en la bahía de Saldanha el 21 de junio y en Surat  en septiembre. Luego la Anne Royal se separó y fue enviada a Mocha. Se detuvo en varios puertos en el mar Rojo y del golfo Pérsico, donde Baffin sigue implacablemente su trabajo, haciendo levantamientos y elaborando mapas. La Anne Royal está de regreso en el Támesis en septiembre de 1619. Baffin no había visto absolutamente nada de la costa noroeste de América del Norte, pero sus mapas de Persia y el mar Rojo le supusieron más elogios.
A comienzos del año siguiente, 1620, Baffin partió otra vez a las Indias Orientales en el London, el buque insignia de la flota comandada por el capitán Andrew Shilling, excapitán de la Anne Royal. La flota navegó desde la rada de Downs, el 25 de marzo, y llegó a Swally Roads el 9 de noviembre. Después de haber oído decir que una flota de barcos portugueses y neerlandeses les estaba esperando, fueron en busca de ese enemigo. El capitán Shilling fue herido durante la batalla naval que tuvo lugar 28 de diciembre en el golfo de Omán, muriendo de esas heridas el 6 de enero de 1620/1621. Al año siguiente, 20 de enero de 1621/1622, la flota inglesa ancló a lo largo de la costa de Ormuz para asediar Qeshm y Ormuz, estados vasallos de los portugueses (que a su vez eran súbditos del rey de España y, por tanto, enemigos de Inglaterra). El 23 de enero William Baffin fue enviado a la tierra para hacer observaciones sobre la altura y la distancia de los muros del castillo, para calcular la altura del tiro «pero mientras hacía esto, recibió un disparo desde el castillo en el estómago, dando tres saltos, y murió inmediatamente». Purchas informa del hecho en estos términos: «En las Indias murió, en el último caso de Ormuz, muerto en acción de un disparo, mientras que estaba revisando sus proyectos matemáticos y conclusiones».
Su mujer reclamó a la compañía el salario de su marido y una indemnización considerable. Después de unas negociaciones que duraron tres años, el total se fijó finalmente en 500 libras.
Así, la única parte de la vida de Baffin de la que se tiene cierto conocimiento es la última, la que se extiende desde 1612 hasta 1622. Casi la totalidad de sus observaciones, de sus papeles, de sus levantamientos topográficos y sus cartas marinas se perdieron, pero los documentos que han sobrevivido son suficientes para demostrar que en ese momento era el mejor observador de las estrellas de todos los navegantes de su época.